# Zofia Atteslander
Zofia Atteslander, född 12 mars 1874 i Luborzyca, död  i Berlin 1928var en polsk målare, aktiv från 1889–1928 i bland annat Berlin, Paris och Wiesbaden.

## Biografi
Atteslander började först studera privat med Jacek Malczewski i Kraków, senare med Franz von Lenbach, Heinrich Knirr (1862–1944), med Stanisław Grocholski i München och sedan 1902 med Adolf Hölzel i Dachau. Hon specialiserade sig på porträtt och stilleben.
Under sin vistelse i Wiesbaden 1904 målade hon porträtt för den rumänska kungafamiljen. Under sin vistelse i Paris 1908 fick hon en utställng vid Saloon of French Artists. 1904 deltog hon i Warszawas Society of the Incentive for Fine Arts (Towarzystwo Zachęty Sztuk Pięknych), liksom 1903, i Krakóws Society of the Friends of Fine Arts (Towarzystwo Przyjaciół Sztuk Pięknych). Förutom oljemåleri målade hon också pastell. Hon har ofta märkt sina målningar med "Zo".

## Verk

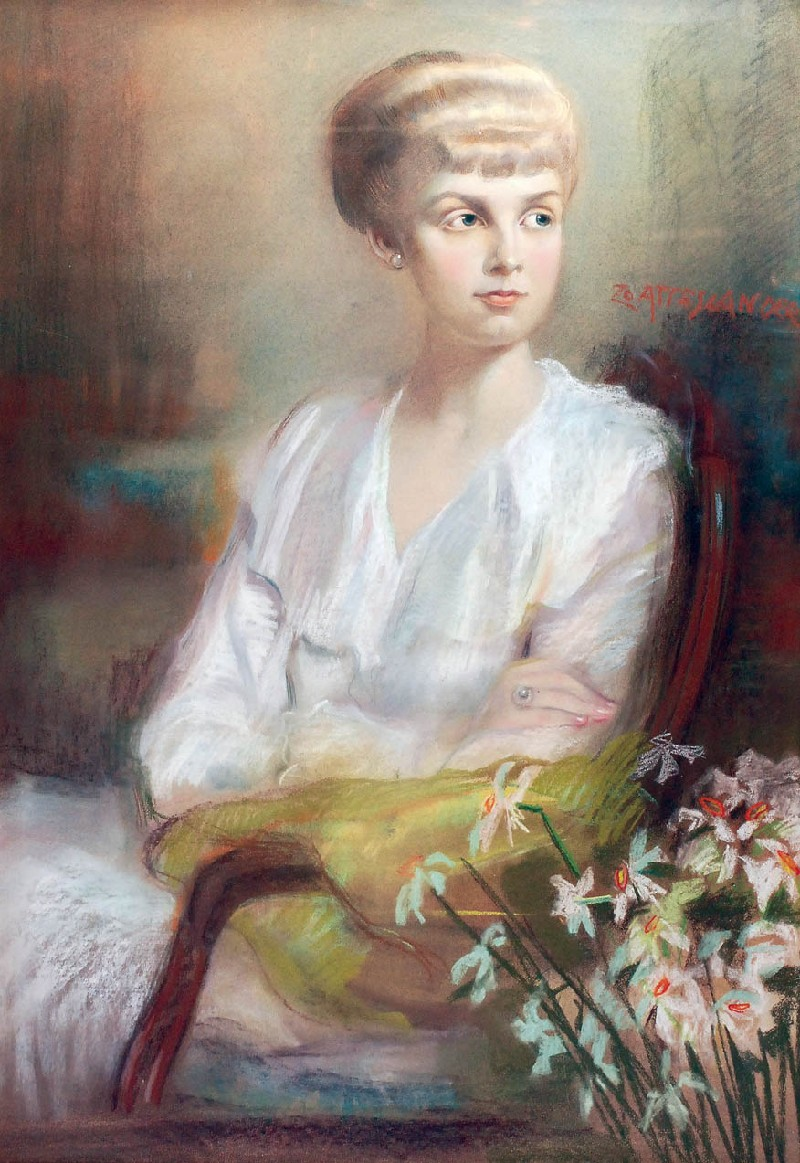
Porträtt av en ung kvinna med narciss
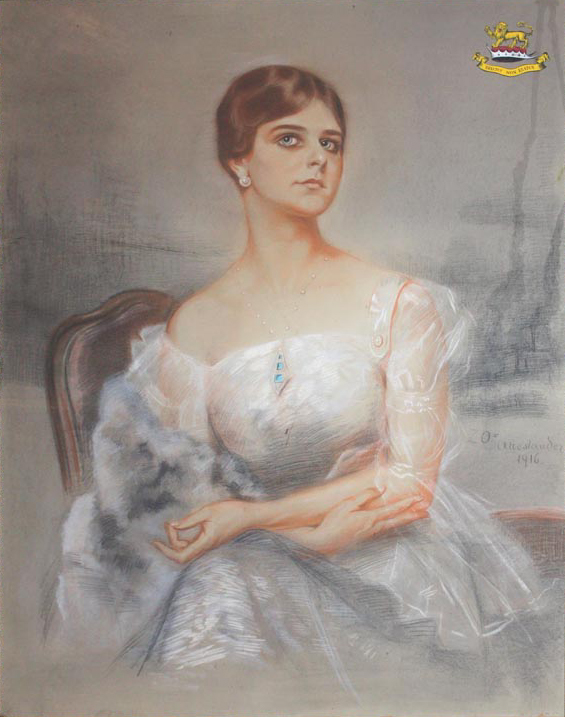
Porträtt av en kvinna
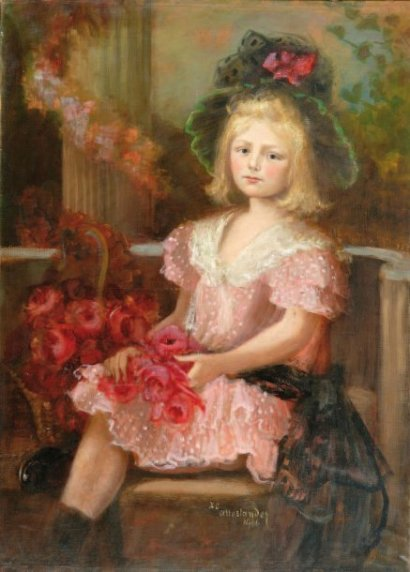
Flicka med en grön hatt
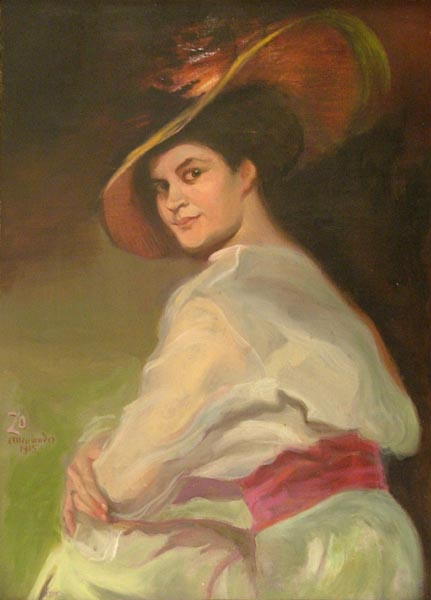
Porträtt av en flicka med en hatt
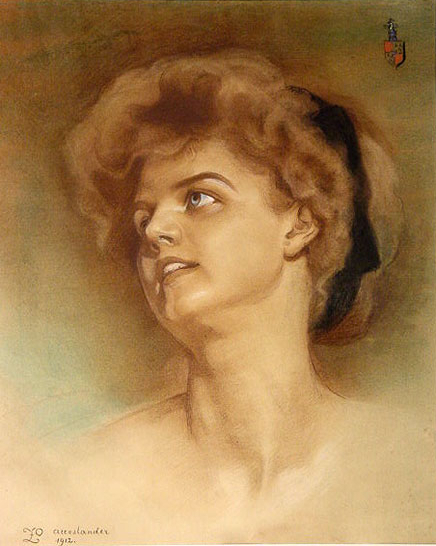
Porträtt av Lady Stanhope (1912)